# Пусторёберник
Пусторёберник, или пусторёбрышник (лат. Cenolophium) — монотипный род травянистых растений семейства Зонтичные, включающий единственный вид Пусторёберник Фишера, или Пусторёберник обнажённый, или Пусторёберник оголённый, или Пусторёбрышник обнаженный.

## Название
Латинское родовое название образовано от корней др.-греч. κενός (kenos) — «пустой, полый» + др.-греч. λόφος (lofos) — «гребень», по вздутым полым ребрам плода.
Вид назван в честь немецко-русского ботаника Фёдора Богдановича фон Фишера (1782–1854).
Латинский видовой эпитет синонима Cenolophium denudatum, по которому дано наиболее часто употребимое в литературе русское видовое название, образован от лат. dēnūdātus = лат. dē (префикс со значением наличия качества) + лат. nūdus («обнаженный, голый»).

## Распространение и среда обитания
Встречается в Центральной и Восточной Европе, в Сибири (Западная Сибирь: Тюменская, Курганская, Омская, Томская, Новосибирская, Кемеровская области, Алтайский край, республика Алтай; Средняя Сибирь: Красноярский край, Хакасия, Тыва; Восточная Сибирь: Иркутская область, Бурятия, Якутия), Казахстане, Монголии и Китае (Синьцзян-Уйгурский автономный район).

## Места обитания
По берегам рек, на пойменных лугах, в зарослях кустарников, по опушкам лиственных лесов.

## Ботаническое описание

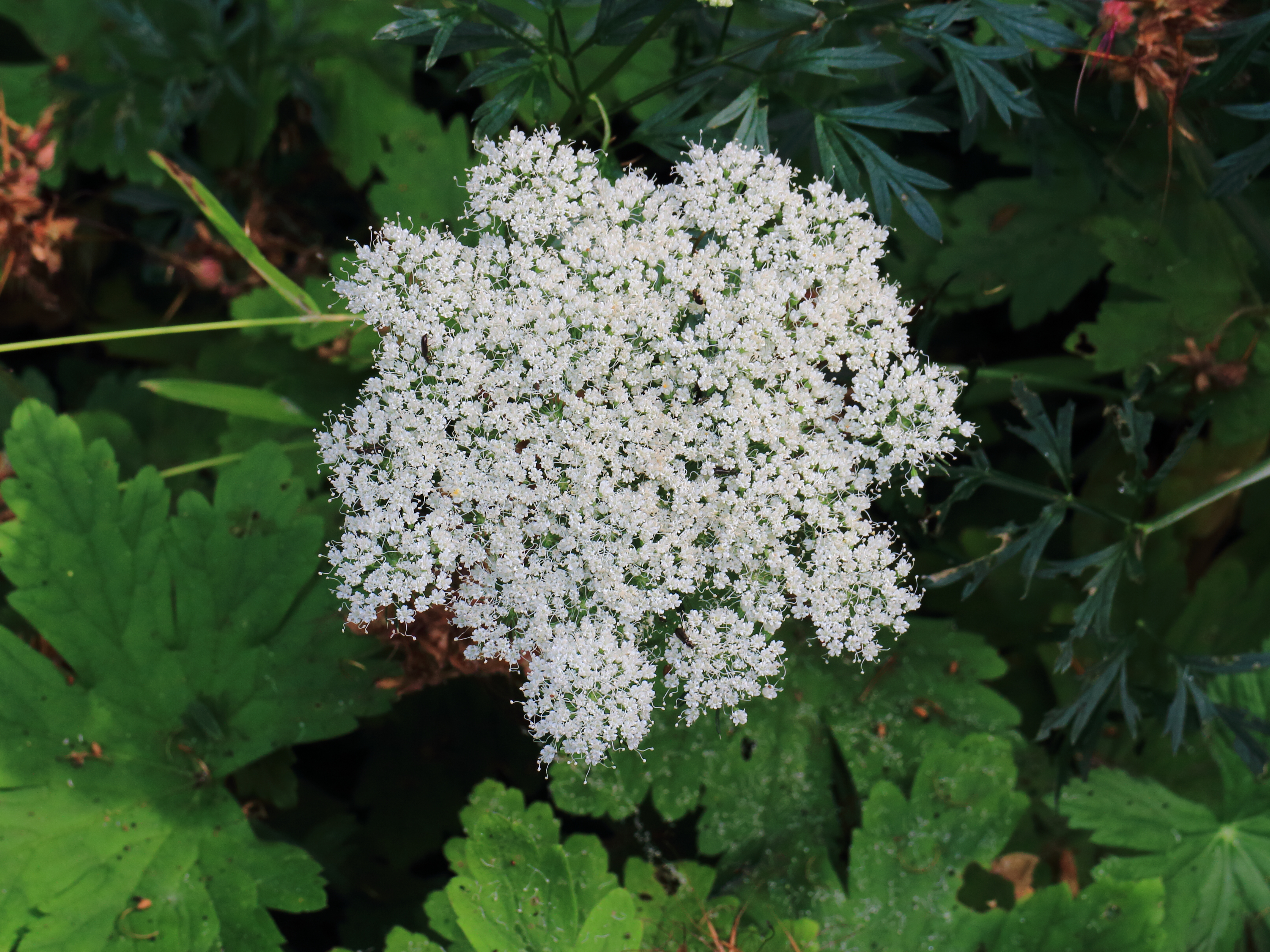
Соцветие

Растение высотой 50–150 см. Стебель голый, слегка бороздчатый, кверху разветвляется. Корневища короткие, с придаточными корнями.
Листья в очертании широкотреугольные, перисторассеченные, с растопыренными сегментами; 10–20 см длиной и 8–15 см шириной; сидят на длинных черешках, расширяющиеся в невздутые голые влагалища. Рахис листа коленчато преломленный. Верхние листья тройчатые или лопастные, на укороченных черешках.
Соцветия — зонтики с 14–25 лучами, до 5–15 в диаметре, по нескольку на цветоносном побеге. Лепестки белые, округло-яйцевидные, со слегка выемчатой верхушкой.
Плоды размером размером 3–5 на 2–2,5 мм.
Цветёт и плодоносит в июле и августе.
Число хромосом — 2n = 22.

## Природоохранная ситуация
Занесён в Красные книги Белоруссии, Латвии, а также в Красные книги ряда регионов России (Вологодская, Ивановская, Костромская, Липецкая, Новгородская, Тверская области и Республика Якутия — Саха).

## Классификация

### Таксономия[10][11]
Cenolophium  W.D.J.Koch, 1824, Nova Acta Phys.-Med. Acad. Caes. Leop.-Carol. Nat. Cur. 12(1): 103
Cenolophium fischeri (Spreng.) W.D.J.Koch, 1824, Nova Acta Phys.-Med. Acad. Caes. Leop.-Carol. Nat. Cur. 12(1): add. to 103
Вид Пусторёберник Фишера, или Пусторёберник обнажённый относится к роду Пусторёберник семейства Зонтичные (Apiaceae) порядка Зонтикоцветные  (Apiales). Кладограмма в соответствии с Системой APG IV:
|  |                                      |  |                                   |                                   |                     |  | ещё 6 семейств |               |                   |                                           |
|  |                                      |  |                                   |                                   |                     |  |                |               |                   | единственный вид Пусторёберник обнажённый |
|  |                                      |  |                                   | порядок Зонтикоцветные            |                     |  |                |               | род Пусторёберник |                                           |
|  |                                      |  |                                   | порядок Зонтикоцветные            |                     |  |                |               | род Пусторёберник |                                           |
|  | отдел Цветковые, или Покрытосеменные |  |                                   |                                   | семейство Зонтичные |  |                |               |                   |                                           |
|  | отдел Цветковые, или Покрытосеменные |  |                                   |                                   |                     |  |                |               |                   |                                           |
|  |                                      |  | ещё 63 порядка цветковых растений | ещё 63 порядка цветковых растений |                     |  |                | ещё 447 родов | ещё 447 родов     |                                           |
|  |                                      |  |                                   | ещё 63 порядка цветковых растений |                     |  |                |               | ещё 447 родов     |                                           |

### Синонимы
- - Angelica fischeri  Spreng. 
  - Athamanta denudata  Fisch. ex Hornem. 
  - Cenolophium aspergillifolium  (Bogusl.) Schischk. 
  - Cenolophium denudatum (Hornem.) Tutin
  - Cenolophium divaricatum  Besser 
  - Cenolophium fischeri var. lapponicum  F.Nyl. 
  - Cenolophium lapponicum  Nyl. ex Nyl. & Sael. 
  - Cnidium fischeri  Spreng. basionym
  - Crithmum campestre  Gueld. ex M.Bieb. 
  - Crithmum mediterraneum  M.Bieb.